# Casa-torre di Arnolfo di Cambio
La casa-torre di Arnolfo è una delle poche torri di Colle di Val d'Elsa che ancora rimangono delle tante che abbellivano la città.

## Storia e descrizione
Ha visto i natali di Arnolfo di Cambio, nato nel 1245 circa, famoso scultore ed architetto.
L'ingresso è da Via del Castello di fronte alla Torre dei Pasci. La facciata verso sud, sopra Via delle Romite, è costruita in pietra fino all'altezza delle case adiacenti, mentre la parte superiore è in cotto. Le ampie pareti laterali, eccettuata un'apertura sul lato est, sono prive di finestre.
La Torre è stata recentemente restaurata da privati che hanno valorizzato gli spazi ed arricchito gli interni con gli affreschi del maestro Gino Terreni che vi ha voluto raffigurare anche alcune scene della battaglia di Colle del 1269.
Si narra infatti che dalla torre la nobildonna senese Sapìa Salvani assistesse alla disfatta delle forze della Repubblica di Siena nella guerra contro Firenze e l'alleata Colle, come ricorda Dante nella Divina Commedia, XIII Canto del Purgatorio.